# Генерал-губернатор Папуа — Новой Гвинеи
Генера́л-губерна́тор Па́пуа — Но́вой Гвине́и — представитель монарха Папуа — Новой Гвинеи (в настоящее время король Карл III). Фактически является главой государства.
Папуа — Новая Гвинея отличается от других королевств Содружества тем, что её генерал-губернатор номинируется не премьер-министром, как в других королевствах (кроме Соломоновых Островов), а парламентом — избирается простым большинством голосов. Срок полномочий генерал-губернатора составляет 6 лет, после чего он может быть переизбран на второй срок, получив две трети голосов в парламенте. В случае, если генерал-губернатор досрочно прекращает исполнение полномочий, до избрания нового генерал-губернатора его обязанности исполняет спикер парламента.

## Список генерал-губернаторов
|       | Портрет         | Имя                                                            | Вступил в должность | Покинул должность |
| ----- | --------------- | -------------------------------------------------------------- | ------------------- | ----------------- |
| 1     |                 | Сэр Джон Гис (1914—1991) англ. John Guise                      | 6 сентября 1975     | 1 марта 1977      |
| 2     |                 | Сэр Торе Локолоко (1930—2013) англ. Tore Lokoloko              | 1 марта 1977        | 1 марта 1983      |
| 3     |                 | Сэр Кингсфорд Дибела (1932—2002) англ. Kingsford Dibela        | 1 марта 1983        | 1 марта 1989      |
| 4     |                 | Сэр Игнатиус Килаге (1941—1989) англ. Kingsford Dibela         | 1 марта 1989        | 31 декабря 1989   |
| и. о. |                 | Сэр Деннис Чарльз Янг (1938—2008) англ. Dennis Charles Young   | 31 декабря 1989     | 27 февраля 1990   |
| 5     |                 | Сэр Винсент Серей Эри (1936—1993) англ. Vincent Serei Eri      | 27 февраля 1990     | 4 октября 1991    |
| и. о. |                 | Сэр Деннис Чарльз Янг (1938—2008) англ. Dennis Charles Young   | 4 октября 1991      | 18 ноября 1991    |
| 6     |                 | Сэр Вива Корови (1948—) англ. Wiwa Korowi                      | 18 ноября 1991      | 20 ноября 1997    |
| 7     |                 | Сэр Сайлас Атопаре (1948—2021) англ. Silas Atopare             | 20 ноября 1997      | 20 ноября 2003    |
| и. о. |                 | Сэр Уильям Джек Скейт (1953—2006) англ. William Jack Skate     | 20 ноября 2003      | 28 мая 2004       |
| и. о. |                 | Джефри Нейп (1964—2016) англ. Jeffrey Nape                     | 28 мая 2004         | 29 июня 2004      |
| 8     |                 | Сэр Полиас Нгуна Матане (1931—2021) англ. Paulias Nguna Matane | 29 июня 2004        | 13 декабря 2010   |
| и. о. |                 | Джефри Нейп (1964—2016) англ. Jeffrey Nape                     | 13 декабря 2010     | 20 декабря 2010   |
| и. о. |                 | Сэр Майкл Огио (1942—2017) англ. Michael Ogio                  | 20 декабря 2010     | 25 февраля 2011   |
| 9     | 25 февраля 2011 | Сэр Майкл Огио (1942—2017) англ. Michael Ogio                  | 18 февраля 2017     |                   |
| и. о. |                 | Теодор Зибанг Зуренуок (1965—) англ. Theodore Zibang Zurenuoc  | 18 февраля 2017     | 28 февраля 2017   |
| 10    |                 | Сэр Роберт Бофенг Дадае (1961—) англ. Robert Bofeng Dadae      | 28 февраля 2017     | действующий       |